# Balloniscus nigricans
Balloniscus nigricans är en kräftdjursart som först beskrevs av Gustav Budde-Lund 1885.  Balloniscus nigricans ingår i släktet Balloniscus och familjen Balloniscidae. Inga underarter finns listade i Catalogue of Life.